# Дугий Рат
Дугий Рат (хорв. Dugi Rat) — населений пункт і громада в Сплітсько-Далматинській жупанії Хорватії.

## Населення
Населення громади за даними перепису 2011 року становило 7092 осіб. Населення самого поселення становило 3442 осіб.
Динаміка чисельності населення громади:
Динаміка чисельності населення центру громади:

## Населені пункти
Крім поселення Дугий Рат, до громади також входять: 
- Дуче
- Єсениці

## Клімат
Середня річна температура становить 15,35 °C, середня максимальна – 27,20 °C, а середня мінімальна – 3,56 °C. Середня річна кількість опадів – 823 мм.
| Клімат поселення                              | Клімат поселення | Клімат поселення | Клімат поселення | Клімат поселення | Клімат поселення | Клімат поселення | Клімат поселення | Клімат поселення | Клімат поселення | Клімат поселення | Клімат поселення | Клімат поселення | Клімат поселення |
| Показник                                      | Січ.             | Лют.             | Бер.             | Квіт.            | Трав.            | Черв.            | Лип.             | Серп.            | Вер.             | Жовт.            | Лист.            | Груд.            |                  |
| Середній максимум, °C                         | 12,28            | 11,63            | 13,66            | 16,86            | 21,57            | 25,34            | 26,90            | 27,20            | 23,12            | 19,07            | 14,68            | 12,56            |                  |
| Середня температура, °C                       | 8,22             | 7,60             | 9,61             | 12,80            | 17,51            | 21,32            | 24,20            | 24,47            | 20,40            | 16,33            | 11,94            | 9,81             |                  |
| Середній мінімум, °C                          | 4,20             | 3,56             | 5,57             | 8,76             | 13,49            | 17,28            | 21,44            | 21,73            | 17,66            | 13,59            | 9,19             | 7,10             |                  |
| Норма опадів, мм                              | 74               | 63               | 69               | 69               | 56               | 49               | 34               | 49               | 70               | 91               | 107              | 92               |                  |
| Середньомісячна швидкість вітру, м/с          | 3.38             | 3.62             | 3.70             | 3.39             | 2.98             | 2.71             | 2.73             | 2.60             | 2.93             | 3.09             | 3.80             | 3.79             |                  |
| Середньомісячна сонячна радіація, кДж/м²·день | 5565             | 8256             | 11954            | 16430            | 20423            | 23140            | 24773            | 21785            | 16148            | 10461            | 5995             | 4713             |                  |
| --------------------------------------------- | ---------------- | ---------------- | ---------------- | ---------------- | ---------------- | ---------------- | ---------------- | ---------------- | ---------------- | ---------------- | ---------------- | ---------------- | ---------------- |
| Джерело:                                      |                  |                  |                  |                  |                  |                  |                  |                  |                  |                  |                  |                  |                  |